# Akatzirok

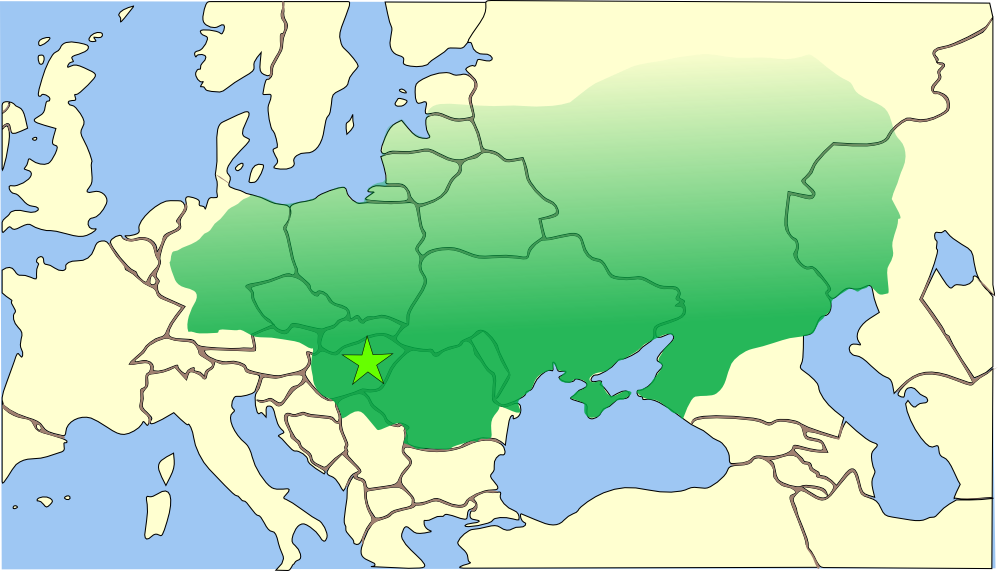
Az európai hunok birodalmának feltételezett kiterjedése Attila halálakor (453)

Az akatzirok, akacirok vagy akatirok (ógörög τῶν Άκατίρων, Άκατζίροι, latin: Acatziri) egy ismeretlen besorolású sztyeppei nép tagjai voltak, szállásterületük a Fekete-tengertől északra volt található. Korábban a hunokkal, illetve a kazárokkal azonosították őket, ennek azonban nincs történeti vagy nyelvészeti alapja.

## Történetük
Priszkosz rétor művéből tudjuk, hogy II. Theodosius (401–450) megvesztegette a kelet-európai sztyeppén élő akatzirokat, hogy azok fellázadjanak a Hun Birodalom ellen. Válaszul Attila hun király legidősebb fiát, Ellákot Onogesius nevű hadvezérével együtt keletre küldte, ahol Ellák apja megbízásából az akatzirok királya lett. Ellák azonban ottani beiktatása után visszatért a kárpát-medencei hun udvarba. A hunok hadjáratára Priszkosz szerint 448–449 körül kerülhetett sor.
Az akatir népet elsőként Priszkosz rétor feljegyzései említik, melyek csak másolatban maradtak ránk. Az akacir alak először Iordanesnél és Cassiodorusnál fordul elő.  Érdekes, hogy Priszkosz az akatzirokat hunoknak, illetve szkítáknak nevezi, de ezzel feltehetően az életmódjukra, nem a származásukra utalt. Az akatzir–hun, illetve akatzir–kazár rokonság elmélete a kutatás jelenlegi szintjén nem támogatható.

## Nyelvük
Az akatzirok nyelve nem ismert. Ugyanakkor Priszkor rétor megemlékezik az akat(z)irok Kuridakhosz nevű fejedelméről (görög Κουριδαχος, latin Curidachus). Többen a Kuridakhosz név török etimológiáját valószínűsítik. Más akatzir személynevet és közneveket sajnos nem ismerünk, ahogy a hunok nyelvi besorolása sem megoldott.